# Ultra (criptologia)
Ultra va ser la designació adoptada per la intel·ligència militar britànica el juny de 1941 per a la intel·ligència de senyals de ràdio iteleimpressora encriptades enemigues d'alt nivell a la Government Code and Cypher School (GC&CS) a Bletchley Park. Ultra finalment es va convertir en la designació estàndard entre els aliats per a tota aquesta intel·ligència. El nom va sorgir perquè la intel·ligència obtinguda es considerava més important que la designada per la classificació de seguretat que s'utilitzava aleshores (Most Secret) i, per tant, es considerava Ultra Secret. S'havien utilitzat diversos altres criptònims.
El nom en codi Boniface es va utilitzar com a nom de portada per a Ultra. Per tal d'assegurar-se que l'èxit de trencament del codi no es fes evident per als alemanys, la intel·ligència britànica va crear un espia mestre fictici de l'MI6, Boniface, que controlava una sèrie d'agents ficticis a tot Alemanya. La informació obtinguda mitjançant el trencament de codi sovint s'atribuïa a la intel·ligència humana de la xarxa BonifaceEls Estats Units van utilitzar el nom en clau Magic per als seus desxifrats de fonts japoneses, inclòs el xifratge "Purple".
Gran part del trànsit de xifrat alemany es va xifrar a la màquina Enigma. Usat correctament, l'Enigma militar alemany hauria estat pràcticament irrompible; a la pràctica, les mancances en el funcionament van permetre trencar-lo. El terme "Ultra" s'ha utilitzat sovint gairebé com a sinònim de "Enigma desxifra". No obstant això, Ultra també va incloure desxifrats de les màquines alemanyes Lorenz SZ 40/42 que eren utilitzades per l'Alt Comandament alemany i la màquina Hagelin.
Molts observadors, en aquell moment i més tard, consideraven Ultra com immensament valuós per als Aliats. S'ha informat que Winston Churchill li va dir al rei Jordi VI, quan li va presentar Stewart Menzies (cap del Servei d'Intel·ligència Secreta i la persona que controlava la distribució dels desxifrats Ultra al govern): "És gràcies a l'arma secreta del general Menzies, posada en ús a tots els fronts, que vam guanyar la guerra!"  F. W. Winterbotham va citar al Comandant Suprem Aliat occidental, Dwight D. Eisenhower, al final de la guerra, descrivint Ultra com a "decisiva" per a la victòria aliada. Sir Harry Hinsley, veterà de Bletchley Park i historiador oficial de la intel·ligència britànica a la Segona Guerra Mundial, va fer una valoració similar d'Ultra, dient que si bé els aliats haurien guanyat la guerra sense ella, "la guerra hauria estat una cosa així com dos anys més, potser tres anys més, possiblement quatre anys més del que va ser." No obstant això, Hinsley i altres han posat èmfasi en les dificultats de la història contrafactual a l'hora d'intentar aquestes conclusions, i alguns historiadors, com Keegan, han dit que l'escurçament podria haver estat tan petit com els tres mesos que van trigar els Estats Units a desplegar la bomba atòmica.
L'existència d'Ultra es va mantenir en secret durant molts anys després de la guerra. Des que la història Ultra va ser àmpliament difosa per Winterbotham el 1974, els historiadors han alterat la historiografia de la Segona Guerra Mundial. Per exemple, Andrew Roberts, escrivint al segle xxi, afirma: "Com que tenia l'avantatge inestimable de poder llegir les comunicacions Enigma del mariscal de camp Erwin Rommel, el general Bernard Montgomery sabia com de curts anaven els alemanys d'homes, municions, menjar. i sobretot combustible. Quan va posar la foto de Rommel a la seva caravana, volia que se'l veiés gairebé llegint la ment del seu oponent. De fet, estava llegint el seu correu." Amb el temps, Ultra s'ha anat incorporant a la consciència pública i Bletchley Park s'ha convertit en una important atracció de visitants. Tal com va afirmar l'historiador Thomas Haigh, "L'esforç de trencament de codi britànic de la Segona Guerra Mundial, abans secret, és ara un dels aspectes més celebrats de la història britànica moderna, una història inspiradora en la qual una societat lliure va mobilitzar els seus intel·lectuals. recursos contra un enemic terrible."

### Alemanya

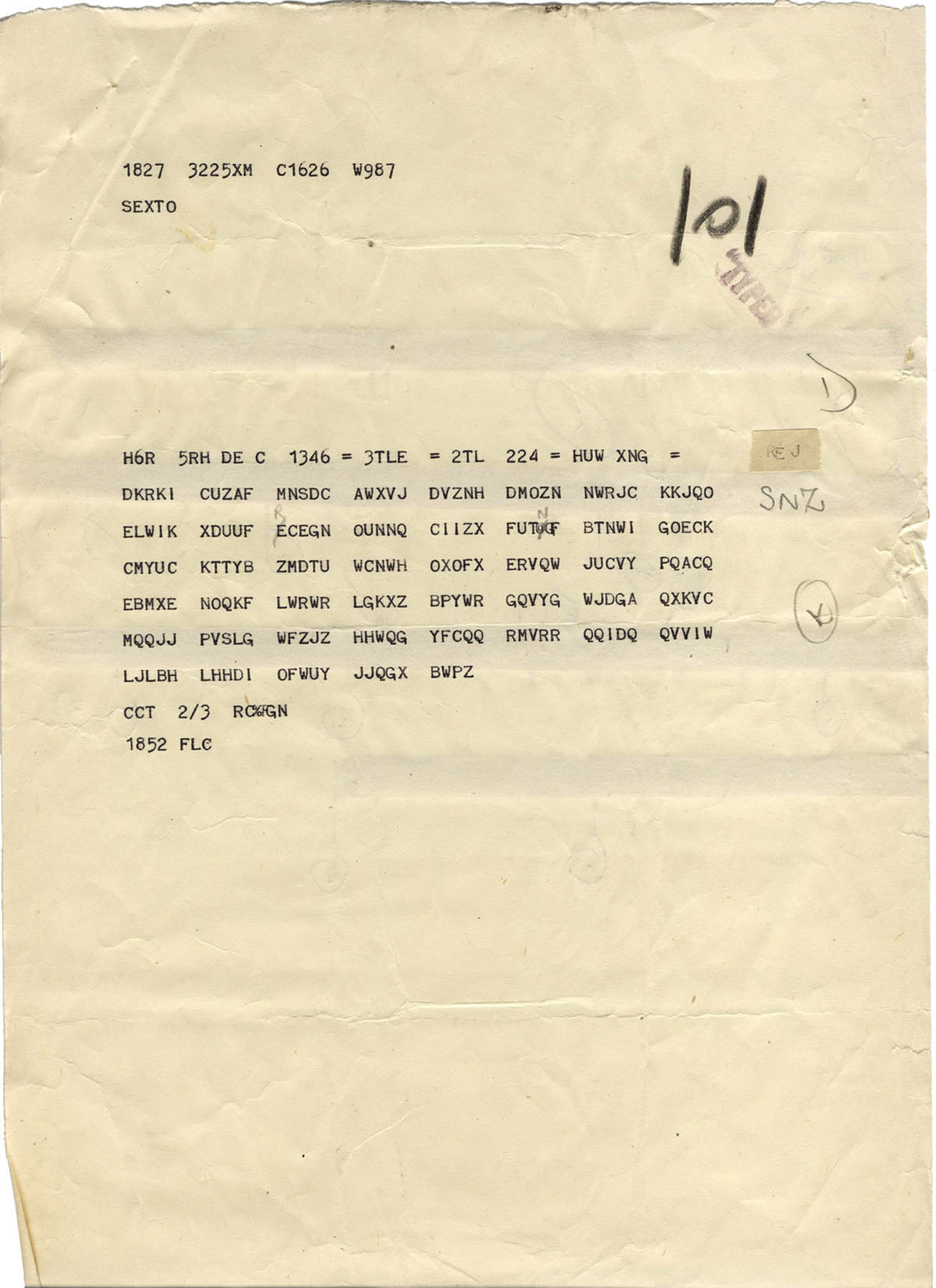
Un full d'intercepció típic de Bletchley, abans del desxifrat i la traducció

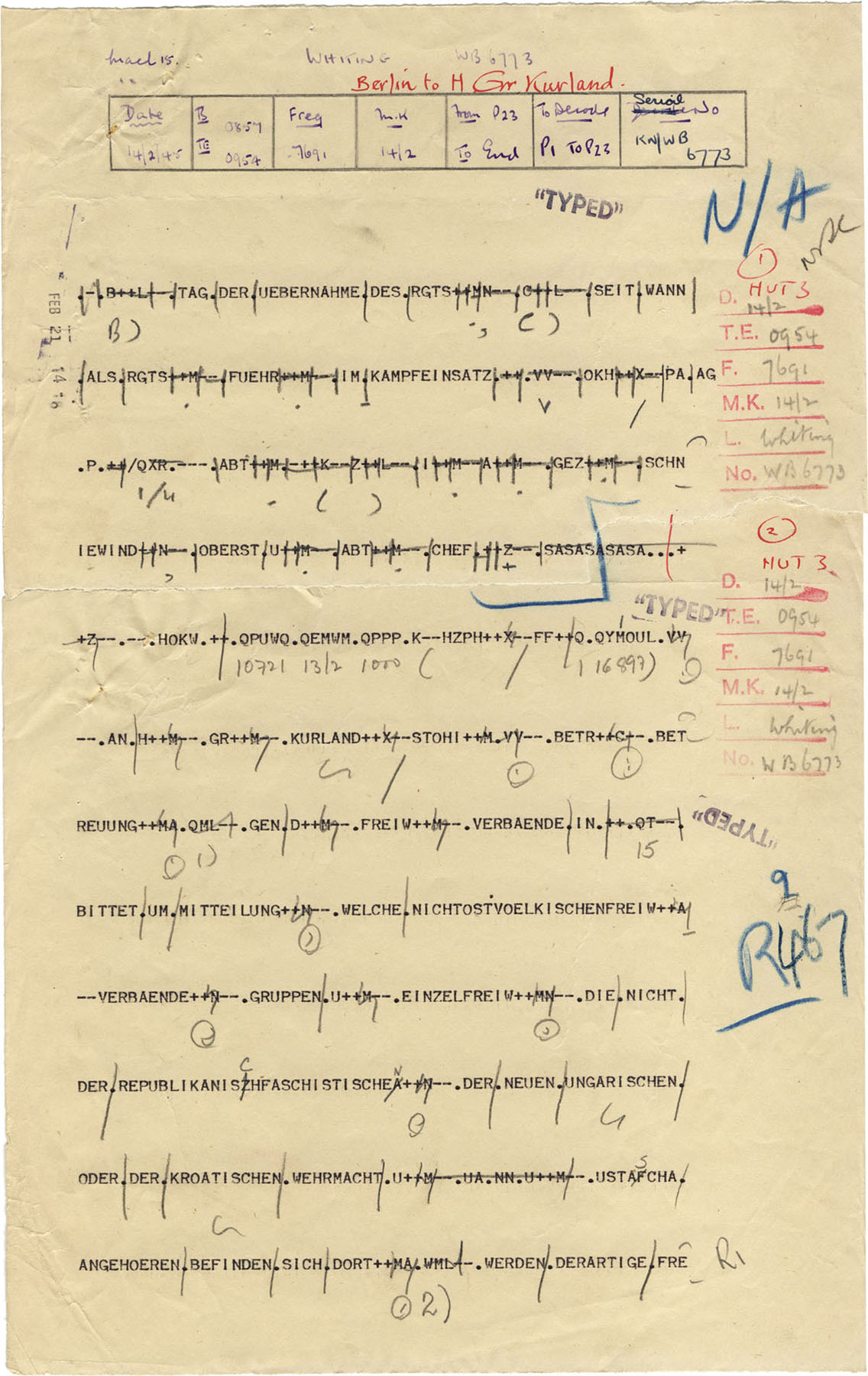
Un full d'intercepció típic de Bletchley, després del desxifrat.

## Distribució

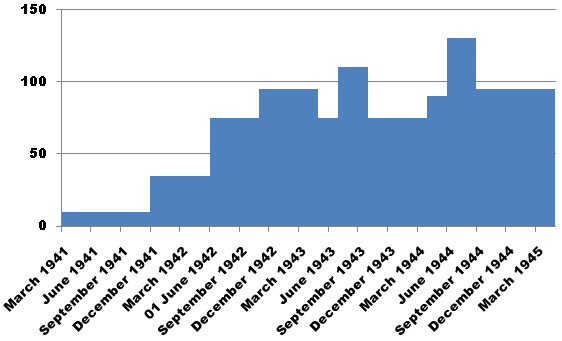
Nombre mitjà d'enviaments Ultra diaris als comandants de camp durant la Segona Guerra Mundial